# Пуркерень (Мічешть, Арджеш)
Пуркерень, Пуркерені (рум. Purcăreni) — село у повіті Арджеш в Румунії. Входить до складу комуни Мічешть.
Село розташоване на відстані 112 км на північний захід від Бухареста, 12 км на північ від Пітешть, 111 км на північний схід від Крайови, 95 км на південний захід від Брашова.

## Населення
За даними перепису населення 2002 року у селі проживали 1577 осіб, з них 1574 особи (99,8%) румунів. Рідною мовою 1575 осіб (99,9%) назвали румунську.